# اندیس بند مام زر (بند منظر)
بند مام زر (بند منظر) یک اندیس فلزی است که در حوالی شهر پاریز استان کرمان قرار دارد و مادهٔ معدنی موجود در آن، مس است.  